# Rosita Melo
Rosita Melo (Rosa Clotilde Mele Luciano; * 9. Juli 1897 in Montevideo; † 12. August 1981 in Buenos Aires) war eine uruguayisch-argentinische Pianistin und Komponistin.

## Leben
Melo wuchs ab 1900 in Buenos Aires auf. Sie absolvierte eine Ausbildung als Klavierlehrerin am Conservatorio Thibaud-Piazzini und qualifizierte sich später mit einem Abschluss mit einer Goldmedaille als Konzertpianistin. Sie gab Konzerte mit klassischer und populärer Musik in den wichtigen Kulturzentren erhielt viele Preise und Medaillen. 1922 heiratete sie den Pianisten Víctor Piuma Vélez.
Bereits 1911 entstand ihre berühmteste Komposition, der vals criollo Desde el alma. Er wurde schon bald vom Orchester Roberto Firpos aufgenommen und mit Texten unterschiedlicher Autoren versehen. Bekannt wurde der Walzer mit dem Text, den Homero Manzi für den Film Pobre mi madre querida schrieb, wo ihn Hugo del Carril sang. Melo komponierte zahlreiche weitere Stücke, die jedoch wenig Beachtung fanden, darunter die Tangos Oración, Tatita, Mi humilde corazón und La Marcha del héroismo, den Estilo Balada para un sonador, die Polka Compartamos la alegría und die Walzer Yo te adoro, Qué solo estoy, Una lágrima para papá, Por el camino de la vida, Cuando de ti ya lejos, Ofrecí mi vida und Aquellos 14 anos.